# Де Орта, Гарсия
Гарсия де Орта (Garcia de Orta; 1501?—1568) — португальский врач и фармаколог, один из основоположников тропической медицины.

## Биография
Гарсия де Орта родился предположительно в 1501 году, в городе Каштелу-ди-Види. Его родителями были испанские евреи Фернандо (Исаак) де Орта и Леонор Гомес. В 1492 году, после издания Альгамбрского эдикта, они переехали из Валенсия-де-Алькантара в Португалию, где, в 1497 году, были вынуждены принять христианство.
Гарсия изучал медицину и философию в университетах Алькала-де-Энарес и Саламанки. Он вернулся в Португалию в 1525 году, через два года после смерти отца. Гарсия де Орта преподавал медицину в университете Лиссабона и был доктором при дворе короля Жуана III. В 1534 году он был назначен главным врачом во флоте Мартина Афонсу де Соуза, навсегда покинув Португалию и отправившись в Индию. Возможно, это было связано с преследованиями «новых христиан» в метрополии.
В Индии Гарсия де Орта приобрел большую известность благодаря своей медицинской практике. Он был придворным лекарем у ахмаднагарского султана Бурхан Низам-шаха I и у португальских вице-королей в Гоа. В 1554 году вице-король Педру ди Машкареньяш подарил де Орте в личное владение один из бомбейских островов. В 1543 году де Орта женился на своей кузине Брианде де Солис. В 1549 году к нему из Португалии переехали родственники, опасавшиеся преследований со стороны инквизиции. По многим свидетельствам, Гарсия де Орта тайно придерживался иудаизма. В 1565 году инквизиция была введена и в португальских владениях в Индии, но де Орту защищал от возможных преследований его покровитель Мартин Афонсу де Соуза. Однако в 1569 году, его сестра Катарина де Соуза была сожжена за исповедание иудаизма. Гарсия посмертно был признан еретиком, в 1580 году его останки были эксгумированы и сожжены.

## Научная деятельность

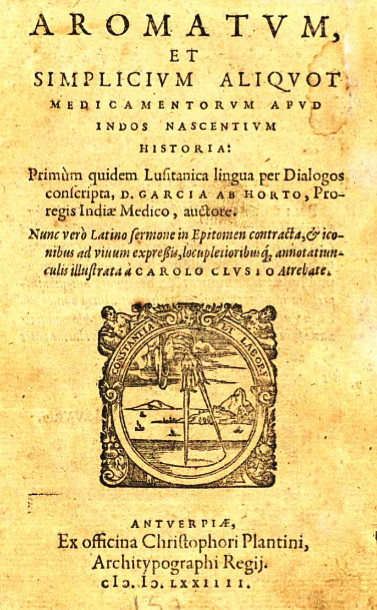
Титульный лист латинского издания 1574 года

Главный труд Гарсии де Орты — «Беседы о лечебных травах и лекарствах Индии» (порт. Colóquios dos simples e drogas da India) — был впервые опубликован в Гоа в 1563 году. Книга была переведена на латынь Карлом Клузиусом, получив всеевропейскую известность. «Беседы» состоят из 59 глав, построенных в форме диалога. Гарсия де Орта впервые систематизировал знания о лекарственных растениях Индии. Также он дал научное описание холеры, впервые проведя вскрытие умершего от этой болезни. Книга включает стихотворное предисловие, написанное другом де Орты Луисом де Камоэнсом. Труд Гарсии де Орты оказал влияние на работы других учёных, в том числе, Николаса Монардеса, Хендрика ван Реде и Якобуса Бонтиуса.

## Память
Гарсия де Орта изображён на португальской банкноте в 20 эскудо (1971 год) и на монете в 200 эскудо (1991 год).